# Волков, Александр Викторович
Алекса́ндр Ви́кторович Во́лков (род. 8 мая 1961, Московская область, СССР) — русский писатель, российский журналист и переводчик.

## Биография
Родился 8 мая 1961 года в Московской области.
В 1988—1993 годах — сотрудник немецкой редакции Всесоюзного института научной и технической информации АН СССР/Всероссийского института научной и технической информации.
В 1988—1994 годах — сотрудник немецкой редакции Всесоюзного центра переводов научно-технической литературы и документации/Всероссийского центра переводов научно-технической литературы и документации.
С 2000 года — член редакции журнала «Знание — сила». С 1994 года — его научный обозреватель. Публикуется под псевдонимами Александр Голяндин, Александр Грудинкин, Александр Зайцев, Михаил Георгиади и Олег Губин.
Автор статей и переводов в журналах «Вестник McKinsey», «Вокруг света», «Всемирный следопыт», «За рубежом», «Лицейское и гимназическое образование», «Народное образование», «Наука и жизнь», «Огонек», «Сельская молодёжь», «ТВ Парк», «Техника — молодёжи», «Чудеса и приключения», «Юный техник», «Esquire», «GEO», «History Illustrated» и «ZooБум», а также в газетах «Алфавит», «Версия», «Клады и сокровища», «Литературная газета», «Первое сентября», «Птичий рынок» и «Спорт-Экспресс».
Перевёл на русский язык произведения Карла Фридриха Мая, а также романы Урсулы Познански «Игра 14.0» и «Эреб».
Член Союза журналистов Москвы.
Женат на Марианне Юрьевне Сорвиной, искусствоведе, писателе, преподавателе РГГУ.

## Сочинения

### Книги
- Волков А. В. Секретные дела давно минувших дней: гидрореактивный мотор профессора К. А. Путилова для боевых кораблей. — М.: Кречет, 1996. — 76 с. — ISBN 5-87831-001-9.
- Волков А. В., Славин С. Н. Адмирал Канарис — «железный» адмирал. — М., Смоленск: Олимп: Русич, 1999. — 560 с. — (Мир в войнах). — ISBN 5-7390-0574-4, ISBN 5-8138-0012-3.
- Волков А. В., Сурдин В. Г. Планеты. — М.: Слово/Slovo, 2000. — 48 с. — (Что есть что). — ISBN 5-85050-483-4.
- Волков А. В., Сурдин В. Г. Планеты. — М.: Слово/Slovo, 2001. — 48 с. — (Что есть что). — ISBN 5-85050-506-7.
- Волков А. В. Загадки Финикии. — М.: Вече, 2004. — 315 с. — (Таинственные места Земли). — ISBN 5-9533-0271-1.
- Волков А. В., Непомнящий Н. Н. Хетты. Неизвестная империя Малой Азии. — М.: Вече, 2004. — 285 с. — (Таинственные места Земли). — ISBN 5-9533-0128-6.
- Волков А. В. Книга знаний. — М.:  АСТ: Астрель,  2004. — 396 с. — (Я познаю мир). — ISBN+5-17-020749-2
- Волков А. В. Спарта. Со щитом и на щите. — М.: Вече, 2005. — 350 с. — (Таинственные места Земли). — ISBN 5-9533-0640-7.
- Волков А. В. Загадки древней истории. — М.: Вече, 2005. — 477 с. — (Тайны веков). — 4000 экз. — ISBN 5-9533-0868-X.
- Волков А. В. Загадки древних времён. — М.: Вече, 2006. — 479 с. — (Великие тайны). — ISBN 5-9533-1194-X.
- Волков А. В. Тайны открытий XX века. — М.: Вече, 2006. — 448 с. — (Великие тайны). — ISBN 5-9533-1146-X.
- Волков А. В. Белые пятна Солнечной системы. — М.: Ниола-Пресс, 2008. — 318 с. — (XXI век: тайны космоса). — ISBN 978-5-366-00363-6.
- Великие цивилизации. — М., Владимир: Вече; АСТ; Астрель, 2008. — 477 с. — (Великие и знаменитые). — ISBN 978-5-17-047145-4.
- Карфаген. «Белая» империя «чёрной» Африки
  - Волков А. В. Карфаген. „Белая“ империя „чёрной“ Африки. — М.: Вече, 2011. — 286 с. — (Великие тайны истории). — ISBN 978-5-9533-5921-4.
  - Волков А. В. Карфаген. „Белая“ империя „чёрной“ Африки. — М.: Вече, 2004. — 318 с. — (Таинственные места Земли). — ISBN 5-9533-0416-1.
- Сто великих тайн археологии
  - Волков А. В. Сто великих тайн археологии. — М.: Вече, 2011. — 414 с. — (100 великих). — ISBN 978-5-9533-5530-8.
  - Волков А. В. Сто великих тайн археологии. — М.: Вече, 2012. — 414 с. — (100 великих). — ISBN 978-5-4444-0061-6.
  - Волков А. В. Сто великих тайн археологии. — М.: Вече, 2015. — 319 с. — (Популярная коллекция "100 великих"). — 3000 экз. — ISBN 978-5-4444-4331-6.
- Сто великих тайн Земли
  - Волков А. В. Сто великих тайн Земли. — М.: Вече, 2013. — 365 с. — ISBN 978-5-4444-0495-9.
  - Волков А. В. Сто великих тайн Земли. — М.: Вече, 2013. — 319 с. — (Популярная коллекция "100 великих"). — ISBN 978-5-4444-2483-4.
- Сто великих загадок астрономии
  - Сто великих загадок астрономии. — М.: Вече, 2013. — 430 с. — (100 великих). — ISBN 978-5-4444-0983-1.
  - Сто великих загадок астрономии. — М.: Вече, 2015. — 319 с. — (Популярная коллекция "100 великих"). — 5000 экз. — ISBN 978-5-4444-3961-6.
- Волков А. В. Эфиопия: путешествие одиночки. — М.: Буки Веди, 2014. — 211 с. — (Путешествия с Александром Волковым). — ISBN 978-5-9906078-0-4.
- Наука XXI: альманах новейших открытий и гипотез: астрономия, география, медицина / сост. А. В. Волков. — М.: Вече, 2014. — 286 с. — ISBN 978-5-4444-1440-8.
- Волков А. В. Разгадка тайны Стоунхенджа. — М.: Вече, 2015. — 255 с. — (Загадочные места мира). — ISBN 978-5-4444-2950-1.
- Волков А. В. Сто великих загадок современной медицины. — М.: Вече, 2017. — 415 с. — (100 великих). — 3200 экз. — ISBN 978-5-4444-4932-5.
- Волков А. В. Сто великих научных мифов. — М.: Вече, 2018. — 416 с. — (100     великих). — ISBN+978-5-4444-6568-4.
- Волков А. В. Антропоцен, космоцен, роботоцен. — М.: Ноократия, 2018. — 254 с. — ISBN+978-5-89769-783-0
- Волков А. В. Загадки Финикии. — М.: Вече, 2018. — 320 с. —  (Тайны. Загадки. Сенсации). — ISBN+978-5-4444-5309-4.
- Волков А. В. Прорыв к Луне и  Марсу. — М.: Вече, 2019. — 256 с. — (Эврика XXI). — ISBN+978-5-4484-1188-5.
- Волков А. В. В поисках исчезнувших животных. — М.: Вече, 2019. — 352 с. — (Эврика XXI). — ISBN+978-5-4484-1058-1.
- Волков А. В. Разгадка тайны  Стоунхенджа. — М.: Вече, 2019. — 256 с. —  (Тайны. Загадки. Сенсации). — ISBN=978-5-4484-0937-0
- Волков А. В. Сто великих героев и подвижников науки. — М.: Вече, 2019. — 448 с. — (100 великих). — ISBN=978-5-4484-0600-3
- Волков А. В. Неандертальцы. Иное человечество. — М.: Вече, 2020. — 352 с. — (Тайны. Загадки. Сенсации). — ISBN=978-5-4484-1763-4
- Волков А. В. Искусственный  интеллект. От компьютеров к киборгам. — М.: Вече, 2020. — 256 с. —  (Эврика XXI). —ISBN=978-5-4484-1689-7
- Волков А. В. Сто великих крылатых выражений. — М.: Вече, 2020. — 496 с. — (100 великих). — ISBN=978-5-4484-2062-7
- Волков А. В. Карл Великий. Тайны престола франков. — М.: Вече, 2021. — 464 с. — (Лучшие биографии). — 500 экз. — ISBN 978-5-4484-3009-1.
- Волков А. В. Опыт русского путешествия. — М.: 2021. — 266 с. — ISBN+978-5-89769-879-0
- Волков А. В. Загадки планеты Земля. — М.: АСТ, Аванта+, 2022. — 238 с. — (Простая наука для детей). — ISBN+978-5-17-150591-2.
- Волков А. В. Великие страхи  прошлого. — М.: Эксмо: Яуза, 2023. — 320 с. — (Не краткая история человечества). — ISBN+978-5-04-171790-2.

### Статьи
Вокруг света
- Волков А. Плывущие на островах // «Вокруг света». 1997. № 5.
- Волков А. Апполон-28 Архивная копия от 24 января 2021 на Wayback Machine // Альманах «Полдень. XXI век». 2009. № 5.

Знание — сила
- Волков А. Жизнь под открытым космосом // Знание — сила. — 2000. — № 11. — С. 3 — 5.
- Волков А. Одеться с иголочки и без ниточки // Знание — сила. — 2003. — № 10. — ISSN 0130-1640
- Волков А. Земля бьёт челом // Знание — сила. — 2003. — № 11. ISSN 0130-1640
- Волков А. Серое вещество нашего Я // Знание — сила. — 2003. — № 11. ISSN 0130-1640
- Волков А. Снег и лед // Знание — сила. — 2003. — № 12. ISSN 0130-1640
- Волков А. Куда исчезли хетты? // Знание — сила. — 2003. — № 12. ISSN 0130-1640
- Волков А. Космос как неизбежность // Знание — сила. — 2007. — № 10. — С. 4 — 9.
- Волков А. По ту сторону боли // Знание — сила, 2005. № 04 (934)
- Волков А. Солнечный удар // Знание — сила. 2008. № 9
- Волков А. СПИД создал из обезьяны человека // Знание — сила. 2011. № 8
- Волков А. По дороге в Лондон и космос // Знание — сила. 2011. № 12
- Волков А. Берингов рычаг // Знание — сила. 2011. № 12
- Волков А. Лучше меньше, да больше? // Знание — сила. 2013. № 1
- Волков А. Пираты песчаного моря // Знание — сила. 2013. № 1
- Волков А. Жить среди механических «людей» // Знание — сила. 2013. № 9
- Волков А. «Хоббиты» с острова Флорес // Знание — сила. 2013. № 9
- Волков А. Географы в мечтах о «Нобелевке» // Знание — сила. 2013. № 10
- Волков А. На ветвях орнитологического древа // Знание — сила. 2013. № 10
- Волков А. Стресс, великий и ужасный // Знание — сила. 2013. № 11
- Волков А. На машине времени — к полюсу // Знание — сила. 2013. № 11
- Волков А. Антибиотики: кризис среднего возраста // Знание — сила. 2013. № 12
- Волков А. Третья промышленная революция: подробности // «Знание — сила» 2014. № 2.
- Волков А. Изобретая город будущего // «Знание — сила» 2014. № 3.
- Волков А. Между биологом и борцом // «Знание — сила» 2014. № 4.
- Волков А. Живая планета жалуется… // «Знание — сила» 2015. № 3.
- Волков А. Экологи под чёрным флагом // «Знание — сила» 2015. № 4.
- Волков А. А был ли мальчик в пропасти Лакедемона? // «Знание — сила» 2015. № 4.
- Волков А. Фармацевтическая ложь // «Знание — сила» 2015. № 6.
- Волков А. Забытые извержения 40 000 лет назад // «Знание — сила» 2015. № 6.
- Волков А. Забытые извержения 6 900 год до новой эры // «Знание — сила» 2015. № 6.
- Волков А. Забытые извержения 1257 год // «Знание — сила» 2015. № 6.
- Волков А. Оползни и провалы // «Знание — сила». — 2015. — № 8. — С. 4-10
- Волков А. Забытые руины Востока // «Знание — сила». — 2015. — № 8. — С. 15-42.
- Волков А. «Силиконовый наукоград» и последствия // «Знание — сила». — 2015. — №. 11.
- Волков А. Лучи света в сонном царстве // «Знание — сила». 2017. № 2.
- Волков А. Эта заразительная страсть к хамству // «Знание — сила». 2017. № 3.
- Волков А. Атомный след в истории // «Знание — сила». 2017. № 5.
- Волков А. А СПИД и ныне здесь… // «Знание — сила». 2017. № 7.
- Волков А. Пер-Рамсес // «Знание — сила». 2017. № 7.
- Голяндин А. Луна на продажу: [к освоению лунных полезных ископаемых] // «Знание — сила» — 2003. — № 4. — С. 50 — 59.
- Голяндин А. Сиппар // Знание — сила. 2011. № 8
- Голяндин А. Теночтитлан // Знание — сила. 2011. № 12
- Голяндин А. Мир по «Планку» // Знание — сила. 2013. № 9
- Голяндин А. Перперикон // Знание — сила. 2013. № 9
- Голяндин А. Телль-Брак // Знание — сила. 2013. № 10
- Голяндин А. Пирены/Хойнебург // Знание — сила. 2013. № 11
- Голяндин А. Аркаим и другие города Урала // Знание — сила. 2013. № 12
- Голяндин А. Однажды погибла страна Доггерленд… // «Знание — сила». 2017. № 5.
- Грудинкин А. В поисках тайны Ленина // «Знание — сила». 2004. № 1.
- Грудинкин А. За муравейником человейник // Знание — сила. — М., 2014. — № 6. — С. 94—101. — ISSN 0130-1640.
- Зайцев А. «Краткая история глаза» // Знание — сила. — 2003. — № 3.
- Зайцев А. Дельта Окаванго // Знание — сила. 2011. № 8
- Зайцев А. Мамонт в стране минотавра // Знание — сила. 2013. № 1
- Зайцев А. Есть ли жизнь на дне Марианской впадины? // Знание — сила. 2013. № 10
- Зайцев А. Ирландский след в Арктике // Знание — сила. 2013. № 11
- Зайцев А. Морские чудовища в полном расцвете сил // «Знание — сила» 2014. № 2.
- Зайцев А. Тайна древней Олимпии // «Знание — сила». 2017. № 2.
- Зайцев А. Острова в море, острова под морем… // «Знание — сила». 2017. № 3.
- Зайцев А. Страсти Северного моря // «Знание — сила». 2017. № 5.
- Зайцев А. Амазонка и Амазония // «Знание — сила». 2017. № 7.

Литератор
- Волков А. Маргинал // «Литератор». 2015. № 1

Наука и жизнь
- Зайцев А. Межзвездные радиопослания // Наука и жизнь. — 2006. — № 4. — С. 34 — 39.
- Волков А. Тропою Франсиско Орельяны // Наука и жизнь. 2012. № 10.
- Волков А. В поисках Океании // Наука и жизнь. № 5. 2013.

Чудеса и приключения
- Волков А. Мелькающее отраженье потерянного навсегда // «Чудеса и приключения». 2015. № 10.
- Волков А. У пещерной живописи — женское лицо // «Чудеса и приключения». 2016. № 11.

### Переводы
- 830 чудес света, которые нужно увидеть = Das Erbe der Welt / Пер. с нем. А. В. Волков. — М.: Аванта+, АСТ, Астрель, 2009. — 576 с. — 4500 экз. — ISBN 978-5-17-056860-4, ISBN 978-5-271-22610-6, ISBN 978-3-89944-306-6.
- 1000 лучших мест мира = 1000 Traumziele / Пер. с нем. А. В. Волков. — М.: АСТ, Аванта+, Астрель, 2015. — 576 с. — ISBN 5-17-041198-6, ISBN 5-271-15648-6, ISBN 3-625-10776-7.
- 1000 футболистов. Лучшие игроки всех времён = 1000 Fussballer / Пер. с нем. А. В. Волков. — М.: Кладезь, АСТ, Астрель, 2009. — 336 с. — 3000 экз. — ISBN 978-5-17-055329-7.
- 1000 церквей и монастырей = 1000 Kirchen und Kloster / Пер. с нем. А. В. Волков. — М.: Астрель, Аванта+, АСТ, 2007. — 480 с. — ISBN 978-5-17-047448-6, ISBN 978-5-271-18337-9, ISBN 3-625-10777-5.
- Андера М.[чеш.]. Природа нашей Родины. Иллюстрированная энциклопедия = Encyklopedie Evropske Prirody / Пер. с нем. А. В. Волков. — М.: Аванта+, Астрель, 2013. — 240 с. — 3000 экз. — ISBN 978-5-271-45536-0, ISBN 978-3-8331-2359-7.
- Бартельсхайм У., Бройнингер И., Эбенфельд Ш., Мертенс Р.[нем.], Шуберт Ф. Электроника = Was its was: Elektronic / Пер. с нем. А. В. Волков. — М.: Мир Книги Ритейл, 2011. — 48 с. — (Зачем и почему). — 5200 экз. — ISBN 978-5-501-00167-1.
- Большая книга суперсудоку. Для самых умных = Sudolog IQ: Wissen+Logik+Losung / Пер. с нем. А. В. Волков. — М.: АСТ, Астрель, Аванта+, 2008. — 336 с. — 5000 экз. — ISBN 978-5-17-051495-3, ISBN 978-5-271-20149-3, ISBN 978-3-8331-2932-2.
- Дрёшер В. Б.[нем.]. Человекообразные обезьяны / Пер. с нем. А. В. Волков. — М.: Слово/Slovo, 1998. — 48 с. — (Что есть что). — ISBN 3-7886-0631-2, ISBN 5-85050-140-1.
- Зайберт В. Бодибилдинг. Идеальная тренировка. Путеводитель по современному бодибилдингу / Пер. с нем. А. В. Волков. — М.: АСТ, Астрель, 2006. — 144 с. — 10 000 экз. — ISBN 5-17-025540-3, ISBN 5-271-09606-8, ISBN 3-7679-0830-1.
- Кёте Р.[нем.]. Загадочные явления / Пер. с нем. А. В. Волков. — М.: Слово/Slovo, 1998. — 48 с. — (Что есть что). — ISBN 3-7886-0664-9, ISBN 5-85050-136-5.
- Кёте Р.[нем.]. Электричество = Was its Was: Elektrizitat / Пер. с нем. А. В. Волков. — М.: Мир Книги Ритейл, 2011. — 48 с. — (Зачем и почему). — 5700 экз. — ISBN 978-5-501-00131-2.
- Кёте Р.[нем.]. Электроника = Was its was: Elektronic / Пер. с нем. А. В. Волков. — М.: Мир Книги Ритейл, 2011. — 48 с. — (Зачем и почему). — 5700 экз. — ISBN 978-5-501-00113-8.
- Клудас А.[нем.]. Корабли. — М.: Слово/Slovo, 1994. — 48 с. — (Что есть что). — ISBN 3-7886-0265-1, ISBN 5-85050-229-7.
- Линд В.[нем.]. Энциклопедия боевых искусств = Lexikon der Kampfkunste / Пер. с нем. А. В. Волков. — М., Минск: Астрель, Харвест, Кладезь, АСТ, 2008. — 928 с. — 4000 экз. — ISBN 978-5-17-039881-2, ISBN 978-5-271-17667-8, ISBN 978-985-16-3276-9, ISBN 3-328-00838-1.
- Маллвиц И. Арктика и Антарктика / Пер. с нем. А. В. Волков. — М.: Слово/Slovo, 1998. — 48 с. — (Что есть что). — ISBN 3-7886-0276-7, ISBN 5-85050-169-X.
- Пеппельманн К., Шуберт М. Все чудеса света. От античности до наших дней = Weltwunder von der Antike bis heute / Пер. с нем. А. В. Волков. — М.: Аванта+, АСТ, Астрель, 2009. — 256 с. — 7000 экз. — ISBN 978-5-17-060483-8, ISBN 978-5-271-24177-2, ISBN 3-8174-5844-4.
- Познански У.[нем.]. Эреб[нем.] = Erebos / Пер. с нем. А. В. Волков. — М.: Corpus, 2012. — 496 с. — 4000 экз. — ISBN 978-5-271-40108-4, ISBN 978-3-7855-6957-3.
- Познански У.[нем.]. Игра 14.0[нем.] = Saeculum / Пер. с нем. А. В. Волков. — М.: АСТ, Аванта+, 2013. — 512 с. — 2500 экз. — ISBN 978-5-17-078659-6, ISBN 978-3-7855-7028-9.
- Польманн Н. Лучшие узлы для вашего галстука = Krawatten-Knigge / Пер. с нем. А. В. Волков. — М.: Аванта+, Астрель, АСТ, 2009. — 128 с. — 7000 экз. — ISBN ISBN 978-5-17-057864-1, ISBN 978-5-271-23302-9, ISBN 978-3-8338-0518-9.
- Самые удивительные и красивые места планеты, которые необходимо увидеть = Das Erbe der Welt / Пер. с нем. А. В. Волков. — М.: Астрель, АСТ, 2011. — 424 с. — 3000 экз. — ISBN ISBN 978-5-17-072030-9, ISBN 978-5-271-33161-9, ISBN 978-3-89944-306-6.
- Тарновский В.[нем.], Тарновская К. Наше тело. — М.: Слово/Slovo, 1998. — 48 с. — (Что есть что). — ISBN 3-7886-2900-2, ISBN 5-85050-170-3.
- Тренировка памяти и интеллекта = Der grosse IQ-Trainer / Пер. с нем. А. В. Волков. — М.: АСТ, Астрель, 2009. — 320 с. — (Как включить способности мозга?). — 7000 экз. — ISBN 978-5-17-062842-1, ISBN 978-5-271-25710-0.
- Фарндон Д., Хинсон К., Ян Д., Джонсон Д., Макдональд Ф., Ройстон А., Стил Ф., Уолтерс М. Наш мир. Всё обо всем = Unsere Welt / Пер. с нем. А. В. Волков. — Аванта+, Астрель, АСТ, 2008. — 160 с. — 19 000 экз. — ISBN 978-5-17-049095-0, ISBN 978-5-271-19041-4, ISBN 0-75259-622-5.
- Хафкемейер Х. Internet / Пер. с нем. А. В. Волков. — М.: Слово/Slovo, 1998. — 64 с. — (Что есть что). — ISBN 3-7886-0632-0, ISBN 5-85050-192-4.